# Pere Terrado i Terrado
Pere Terrado i Terrado   (Sabadell, 1938 - 17 de febrer de 2025) va ser un administratiu, activista cultural i activista polític català. Al llarg de la seva vida constituí una notable hemeroteca de publicacions, diaris i materials polítics lligats a l'antifranquisme i que batejà com a «Arxiu Terres de Ponent».

## Biografia
De jove la seva família es traslladà a Alguaire on tenien arrels familiars. Allí va començar la seva trajectòria política militant al Front Nacional de Catalunya, activitat que compaginà amb una destacada labor sociocultural, sobretot impartint classes de català per a entitats com l'Orfeó Lleidatà, l'Esbart Màrius Torres del Sícoris Club, el Club Esportiu Huracans i Òmnium Cultural. D'aquesta darrera formà part de la junta en diverses ocasions. En l'àmbit polític milità breument al Partit Socialista d'Alliberament Nacional i, com a independent, formà part de la delegació de Lleida a la primera Assemblea de Catalunya el novembre de 1971. Així doncs, el febrer de 1972 participà en la constitució de l'Assemblea de les Terres de Lleida a l'església de Santa Maria de Balaguer, i fou un dels detinguts en la caiguda dels 113 l'octubre de 1973 durant la reunió de l'Assemblea de Catalunya a l'església de Santa Maria Mitjancera de Barcelona, acusat de formar part de la seva Comissió Permanent.
Malgrat que en els darrers anys del franquisme milità al CSC i CCOO, durant la transició va abandonar tota activitat política i es dedicà a l'activisme de caràcter cívic i cultural.